# Daboh
Daboh is een nagar panchayat (plaats) in het district Bhind van de Indiase staat Madhya Pradesh. 

## Demografie
Volgens de Indiase volkstelling van 2001 wonen er 15.897 mensen in Daboh, waarvan 54% mannelijk en 46% vrouwelijk is. De plaats heeft een alfabetiseringsgraad van 60%. 